# Vroege oermot
De vroege oermot (Micropterix aruncella) is een nachtvlinder uit de familie van de oermotten (Micropterigidae). De wetenschappelijke naam van de soort is als Phalaena aruncella voor het eerst geldig gepubliceerd door Scopoli in 1763.

## Kenmerken
De spanwijdte van de vlinder bedraagt tussen de 8 en 12 millimeter. De kleur van de voorvleugels is nogal variabel, maar is meestal roodachtig goud. Vrouwtjes hebben meestal geen andere markeringen, maar mannetjes zijn gemarkeerd met twee zilverwitte banden. Ze zijn te vinden in verschillende droge habitats, waaronder in het binnenland en op hellingen.

## Leefwijze
De vroege oermot is polyfaag, de rups leeft op bloeiwijzen van diverse planten, met name meidoorn. De rups overwintert. De vliegtijd is van mei tot augustus, de vlinders vliegen overdag.

## Verspreiding en leefgebied
De vroege oermot komt verspreid over Europa voor. De vroege oermot is in Nederland en België een algemene soort.